# 于美人
于美人（原名于耘捷；1965年3月3日—），臺灣廣播及電視節目主持人、作家、經紀人。臺北市立士林高級商業職業學校、東吳大學中國文學系畢業。曾連續三年獲得行政院新聞局廣播電視事業處「十大廣播DJ」。

## 生平
于美人出生於臺北市，籍貫為青島市，有四分之一原住民道卡斯族血統。自幼喪父，由母親養大。士林高商畢業後開始半工半讀。從天主教輔仁大學轉到中國文化大學，再轉到東吳大學中國文學系。東吳大學中國文學系畢業後，在南陽街擔任國文科補習教師，業餘時間在綠色和平電台主持第一個廣播節目《空中補給站》，也曾參加苦苓主持的TVBS節目《苦苓晚點名》，其後轉戰電視主持人工作。
1995年8月28日，綠色和平電台遭于美人、林美娜、高淑真與楊長鎮等開台元老指控「缺乏監督」、「浪費資源」。
1997年，于美人在衛視中文台主持第一個人物專訪節目《C club 名人三溫暖》（先後與趙樹海、陳凱倫搭檔主持），其後縱橫多家電視台。
2010年8月，主持的TVBS電視節目《國民大會》，製作人陳韶薰與導播意見不合爆發口角，陳韶薰請辭。2010年8月11日，于美人聲援陳韶薰，揚言2010年9月11日合約期滿就離職，「我挺製作人，但也不能對不起TVBS」。
2011年9月22日，與余湘共同成立聯華娛樂飛線傳播，隸屬於聯廣集團。
2012年8月3日，與孫德榮、余湘共同成立聯喬娛樂經紀，隸屬於聯廣集團。
2015年5月17日，民主進步黨臺北市黨部主任委員兼中央黨部選舉對策委員會委員黃承國證實，他的確有徵詢于美人在臺北市的該黨艱困選區參選立法委員的意願，于美人也說可以考慮參選。2015年6月17日，黃承國說，上週六他跟于美人談，隔天于美人跑去臺南市下營北極殿玄天上帝廟抽籤，但她抽到的籤文說她今年沒有官運，雙方因此合作不成。
2016年6月6日，她回鍋主持TVBS《國民大會》。
2016年6月11日，于美人在臉書披露，她從小喪父，由母親一手帶大，還有山東省籍的榮民爺爺幫忙撫養，被當成外省人養大，所以她從小就要背誦山東省即墨縣南南貢村于氏家譜；針對洪素珠事件，她向洪素珠喊話，「我很感恩有機會被不同文化滋養，我是被榮民養大的，榮民真的有照顧我，希望素珠姐您能明白」。
2016年8月3日，于美人因節目《新聞挖挖哇》換時段，與自己的節目TVBS《國民大會》對打，於是請辭長達14年《新聞挖挖哇》的節目主持工作。于美人提到：當時是在錄影時被節目製作人告知撤換消息，由於節目時段將調整到晚間8點，因此只能留下鄭弘儀，與于美人的合約到本月中結束。稍作沉澱後，于美人在臉書上留下主持多年的感想，談到現今影視節目製作不景氣，絕對能體諒這樣的決策，但還是不免難過、失落。
2019年11月13日，擔任2020年中華民國總統選舉親民黨總統候選人宋楚瑜發言人。選舉結束後卸任。
2023年4月19日，宣佈以本名于耘捷且以無黨籍身份參選2024中正萬華區域立委。4月底，于美人評論馬英九訪問中國大陸中稱「再怎麼委屈的和平，他就是和平」，引起熱議與媒體報導。
2023年7月4日，宣布自己身份证上的姓名已于同年5月8日改为“于美人”。

## 工作爭議
2013年4月17日與聯華娛樂飛線傳播宣布將控告《台灣壹週刊》與世運電音三太子表演團加重誹謗罪。于美人於2009年在高雄世運上簽下世運電音三太子表演團，後來世運電音三太子表演團與王彩樺合作〈保庇〉後聲名大譟，電音三太子蔚為風潮。
世運電音三太子表演團在《台灣壹週刊》指控于美人少給酬勞，引發金錢糾紛。
2024年7月29日，于美人遭前競選團隊控告未投保勞健保及積欠加班費。

## 個人生活
于美人擔任台灣媽祖聯誼會秘書長。
2008年，于美人投資之股票因雷曼兄弟迷你債券事件損失新台幣上千萬元。2009年春節前夕，為擺脫房貸壓力，以新臺幣5,300萬元出售原本一家四口定居的臺北縣新店市（今新北市新店區）「青山鎮」豪宅，恢復租屋生活。

### 婚姻
1997年，于美人與王維倫（James）結婚。2000年生下龍鳳胎（一男一女）。
2013年，與丈夫爆發婚變，由於正值民視八點檔連續劇《風水世家》首播期間，故被譏為「美人世家」。
2013年2月5日，在緯來綜合台節目《姊妹淘心話》中自爆：因公公指她單親、沒教養，所以她長達10年沒跟公婆往來，更別提圍爐。
2013年3月29日，夜晚James和于美人的母親於住家爆發嚴重口角衝突，于美人的母親驚嚇之餘，遂會同于美人與其兄及律師欲與王維倫談判，同時通知轄區員警處理。隨後于美人為其母申請保護令，召開記者會泣訴王維倫家暴及對其母不敬種種。
2013年3月30日，王維倫表示：于美人記者會內容及控訴其家暴均非事實，必要時將公佈手中錄音存證。
2013年4月1日，下午宣稱撤銷聲請保護令，更淚喊：「都是我的錯，都算我的錯好了」！
2013年4月4日，James父親親筆信痛斥于美人罪狀，並指從未說過于美人單親、沒教養；于美人則在節目上自嘲報應。
2013年5月14日，于美人的大姑未通知于美人，即於于美人之子下課後接走小孩。由於James手握兒女護照，于擔心兒女被夫家偷偷帶至國外，緊急聲請「民事聲請暫時處分狀」與「民事聲請狀」，保障兒女出國要通知家長。
2013年5月18日，趁于美人出門錄影時，王維倫於17日下午帶著姊姊、表舅及表舅媽4人協同警察回家中取回私人物品，與帶著媒體趕回住所的于美人倆方發生激烈口角。于美人表示媽媽一直嚇得尖叫，王維倫的表舅媽則說沒有這回事，于美人對王維倫的表舅媽喊「妳是誰？我認識妳嗎」？王維倫的表舅媽則回嗆：「那好啊，我坐下，妳來奉茶，拜見一下」！于美人抱著12歲兒女數度驚嚇尖叫大哭。其後于美人表示要控告夫家暴非法入侵，相關人等全進警局做筆錄。因雙方已簽下意向書，條款中包含雙方分居，基於王維倫未依意向書條款，于美人再訴夫家暴非法入侵，及申請保護令。
2013年9月25日，于美人王維倫至法院申請離婚。
2013年12月13日，兩人在臺北地院法庭上協議離婚。

## 主持作品

### 電視主持
| 年份   | 節目           | 頻道       | 備註               |
| ------ | -------------- | ---------- | ------------------ |
| 2010年 | 《超級紅人榜》 | 三立台灣台 | 搭檔蔡昌憲、許志豪 |
| 2025年 | 《美人餐桌》   | 東森超視   | 獨自主持           |

### 廣播主持
| 時間                                        | 頻道       | 節目         | 備註       |
| 2024年7月8日-2024年7月10日、7月29日-7月31日 | 中廣流行網 | 《人來瘋》   | 代班主持人 |
| 2024年8月28日-至今～                        | 中廣流行網 | 《美的世界》 | 主持人     |

#### 經歷主持
| 年份                         | 節目                     | 頻道           | 備註 |
| ---------------------------- | ------------------------ | -------------- | --- |
| 1995年                       | 《台北夜未眠》           | TVBS頻道       | |
| 1995年                       | 《TVBS投訴熱線》         | TVBS頻道       | 與魚夫共同主持                                                                                                   |
| 1995年                       | 《C-club 名人三溫暖》    | 衛視中文台     | 先後與趙樹海、陳凱倫搭擋主持                                                                                     |
| 1997年                       | 《2200少年作頭家》       | 超視二台       | |
| 1997年                       | 《相好星期五》           | 台視           | 與況明潔、張晨光、小亮哥共同主持                                                                                 |
| 1997年                       | 《大家愛台灣》           | 三立台灣台     | 與魚夫共同主持                                                                                                   |
| 1998年                       | 《LKK不要看》            | 中視二台       | 第一代主持人 第二代（末代）主持人為寇乃馨                                                                        |
|                              | 《台灣查某人》           | 公共電視       | |
|                              | 《悅氏五燈挑戰賽》       | 東森綜合台     | 與廖偉凡共同主持                                                                                                 |
| 2000年                       | 《新聞e點靈》            | 衛視中文台     | 與鄭弘儀共同主持                                                                                                 |
| 2000年                       | 《美人寫真集》           | 八大綜合台     | |
| 2001年                       | 《大女人主張》           | 八大綜合台     | 與苦苓共同主持                                                                                                   |
| 2001年                       | 《伴我成長》             | 台視           | |
| 2001年                       | 《圓滿計畫》             | 八大綜合台     | |
| 2002年                       | 《新聞挖挖哇》           | 超視 JET綜合台 | 與鄭弘儀共同主持，2010年轉換頻道至JET綜合台，至今仍播出 2016年8月辭去主持棒，8月8日進棚錄最後一集並於8月12日播出 |
| 2002年                       | 《于美人fun電》            | 八大綜合台     | |
| 2002年                       | 《全民漁樂》             | 八大綜合台     | |
| 2002年                       | 《智者生存》             | 衛視中文台     | |
| 2003年                       | 《女人香》               | 超視           | |
| 2004年                       | 《女人一枝花》           | 超視           | |
| 2004年                       | 《愛情call-in站》        | 超視           | |
| 2004年                       | 《美人電新聞》           | 三立新聞台     | |
| 2005年                       | 《美人記者會》           | 緯來綜合台     | |
| 2005年                       | 《華視夜店──決戰濁水溪》 | 華視           | |
| 2006年                       | 《美人晚點名》           | 年代MUCH台     | |
| 2006年                       | 《生活好自在》           | 八大第一台     | |
| 2007年12月10-2010年9月7日    | 《TVBS國民大會》         | TVBS頻道       | 2010年9月底請辭                                                                                                  |
| 2009年                       | 《WTO姐妹會》            | 八大第一台     | |
| 2009年                       | 《美人說了算》           | 衛視中文台     | |
| 2009年                       | 《寶島Life Show》        | 超視           | |
| 2010年                       | 《健康早點名》           | 台視健康娛樂台 | |
| 2010年                       | 《非關命運》             | 超視           | |
| 2010年                       | 《一天壹蘋果》           | 壹電視         | 與岑永康共同主持                                                                                                 |
| 2011年                       | 《女人好犀利》           | 三立都會台     | 與納豆共同主持                                                                                                   |
| 2012年                       | 《美味生活+》            | 東風衛視       | |
| 2014年6月16日—2015年9月30日  | 《私房話老實說》         | 超視           | 與納豆共同主持                                                                                                   |
| 2016年6月6日-2019年6月6日    | 《TVBS國民大會》         | TVBS頻道       | 2016年6月回鍋主持，2019年6月請辭                                                                                 |
| 2018年12月4日～2021年5月12日 | 《請問 你是哪裡人》      | 衛視中文台     | 與浩子共同主持，2021年5月12日播出最後一集。                                                                      |
| 2019年                       | 《什麼道理》             | 東風衛視       | |
| 2022年5月11日-2022年5月27日  | 《醫師好辣》             | 東森綜合台     | 代班主持 |
| 2022年8月1日-2023年11月14日  | 《我就問 你正常嗎?》     | 東森超視       | 搭檔沈玉琳 |

#### 已停播節目
| 年份   | 節目           | 頻道         | 備註                   |
| ------ | -------------- | ------------ | ---------------------- |
| 1993年 | 《空中補給站》 | 綠色和平電台 |                        |
| 1996年 | 《台北新樂園》 | 臺北廣播電台 |                        |
| 1997年 | 《生活大師》   | 飛碟電台     | 搭檔侯昌明主持         |
| 2002年 | 《美的世界》   | 中廣流行網   | 搭檔呂如中主持         |
| 2016年 | 《觀點靈》     | 臺北廣播電台 | 搭檔許常德、許心玲主持 |

### 節目評審
| 年份   | 節目         | 頻道       | 備註       |
| ------ | ------------ | ---------- | ---------- |
| 2013年 | 《超級偶像》 | 三立都會台 | 第八屆評審 |

## 演出作品

### 電視劇
| 年份                         | 頻道                     | 劇名               | 飾演     |
| ---------------------------- | ------------------------ | ------------------ | -------- |
| 1999年                       | 台視                     | 《同居三合一》     | 美人表姊 |
| 2001年12月7日～2002年1月25日 | 中國電視公司             | 《食人家族》       |          |
| 2009年10月18日—2010年1月10日 | 中國電視公司、八大綜合台 | 偶像劇《桃花小妹》 | 張鳳珠   |
| 2012年                       | 公視                     | 《愛你一百年》     | 阿鳳姊   |
| 2016年                       | 中視                     | 《皇恩浩蕩》       | 滅絕師太 |
| 2017年                       | 公視                     | 《通靈少女》       | 家政老師 |
| 2019年                       | 東森戲劇台               | 《美味滿閣》       | 知名饕客 |
| 2020年                       | 三立都會台               | 《未來媽媽》       | 渡邊太太 |

### 電影
| 年份   | 片名             | 飾演                           |
| ------ | ---------------- | ------------------------------ |
| 1998年 | 《為人民服務》   | 于美人，總統參選人徐玖經之妻   |
| 2012年 | 《愛》           | 熱炒店老闆娘，小寬和宜珈的母親 |
| 2012年 | 《球來就打》     | 政府官員                       |
| 2013年 | 《志氣》         | 校長林寶華                     |
| 2013年 | 《世界第一麥方》 | 陳欣玫母親                     |

## 出版作品

### 書籍
| 年份              | 作者                   | 書名                                           | 出版社                 | ISBN                            |
| ----------------- | ---------------------- | ---------------------------------------------- | ---------------------- | ------------------------------- |
| 2001年初版        | 于美人                 | 《親愛的，我把肚子搞大了》                     | 臺北市：大田出版       | ISBN 9575839889                 |
| 2001年初版        | 于美人                 | 《動感瘦身大美人》                             | 臺北市：時報文化       | ISBN 9571334650                 |
| 2001年初版        | 于美人、歐陽英         | 《生機飲食樣樣通》                             | 臺北市：時報文化       | ISBN 9571335479                 |
| 2002年初版        | 于美人                 | 《臺灣查某人》                                 | 臺北市：時報文化       | ISBN 9571336149                 |
| 2002年初版        | 于美人                 | 《瘦身大美人之日本減肥團》                     | 臺北市：時報文化       | ISBN 957133670X                 |
| 2002年初版        | 于美人、圓滿名師       | 《圓滿超想瘦聖經：圓滿計劃塑身100方》          | 臺北市：商周出版       | ISBN 9867892240                 |
| 2003年第一版      | 于美人、歐陽英         | 《水果食療大全》                               | 臺北市：天下文化       | ISBN 9864170910 ISBN 9864171488 |
| 2003年初版        | 于美人                 | 《低胰島素新纖菜單》                           | 臺北縣新店市：尖端出版 | ISBN 957102757X                 |
| 2003年臺初版      | 于美人、陳俊安（通賢） | 《輕鬆養生訣：武當九宮旋轉十二式》             | 臺北縣新店市：正中書局 | ISBN 9570916206                 |
| 2003年臺初版      | 于美人、陳俊安（通賢） | 《活力養命功：武當太乙五行拳》                 | 臺北縣新店市：正中書局 | ISBN 9570916214                 |
| 2004年4月24日初版 | 于美人、蔡美津         | 《美人挑嘴 養身料理健康吃》                    | 臺北縣新店市：尖端出版 | ISBN 9571028886                 |
| 2004年臺初版      | 于美人、陳俊安（通賢） | 《活力養生動一動：武當太乙五行拳》             | 臺北縣新店市：正中書局 | ISBN 9570916788                 |
| 2003年臺初版      | 于美人、陳俊安（通賢） | 《輕鬆保養好健康：武當九宮旋轉十二式》         | 臺北縣新店市：正中書局 | ISBN 957091677X                 |
| 2007年7月31日出版 | 于美人、閻驊           | 《面對》（Face）                               | 春光出版               | ISBN 9789866822094              |
| 2007年9月11日出版 | 于美人                 | 《于美人FUN長假：送給人生中途的300天旅行》     | 台北市：平裝本出版公司 | ISBN 9789578036505              |
| 2009年3月23日出版 | 于美人                 | 《于美人黃金說話課》                           | 台北市：平裝本出版公司 | ISBN 9789578037298              |
| 2009年8月31日出版 | 于美人                 | 《于美人幸福好食光》                           | 台北市：如何出版社     | ISBN 9789861362212              |
| 2015年出版        | 于美人                 | 《放手，是最好的祝福》首度公開婚變的心路歷程！ | 平裝本                 | ISBN 9789578039797              |
| 2016年            | 于美人                 | 《我的改變練習曲》                             | 如何                   | ISBN 9789861364568              |

## 獎項紀錄

### 行政院新聞局
| 年份 | 獲提名 | 獎項                                     | 結果 |
| ---- | ------ | ---------------------------------------- | ---- |
|      |        | 行政院新聞局廣播電視事業處「十大廣播DJ」 | 獲獎 |
|      |        | 行政院新聞局廣播電視事業處「十大廣播DJ」 | 獲獎 |
|      |        | 行政院新聞局廣播電視事業處「十大廣播DJ」 | 獲獎 |

### 電視金鐘獎
| 年份   | 獲提名          | 獎項                              | 結果 |
| ------ | --------------- | --------------------------------- | ---- |
| 2000年 | 《美人寫真集》  | 第35屆金鐘獎 綜藝節目主持人獎     | 提名 |
| 2003年 | 《于美人FUN電》 | 第38屆金鐘獎 娛樂綜藝節目主持人獎 | 提名 |
| 2004年 | 《女人一枝花》  | 第39屆金鐘獎 綜藝節目主持人獎     | 提名 |
| 2008年 | 《國民大會》    | 第43屆金鐘獎 綜合節目主持人獎     | 提名 |
| 2009年 | 《WTO姐妹會》   | 第44屆金鐘獎 綜合節目主持人獎     | 提名 |
| 2011年 | 《新聞挖挖哇》  | 第46屆金鐘獎 綜合節目主持人獎     | 提名 |